# Schloss Het Loo

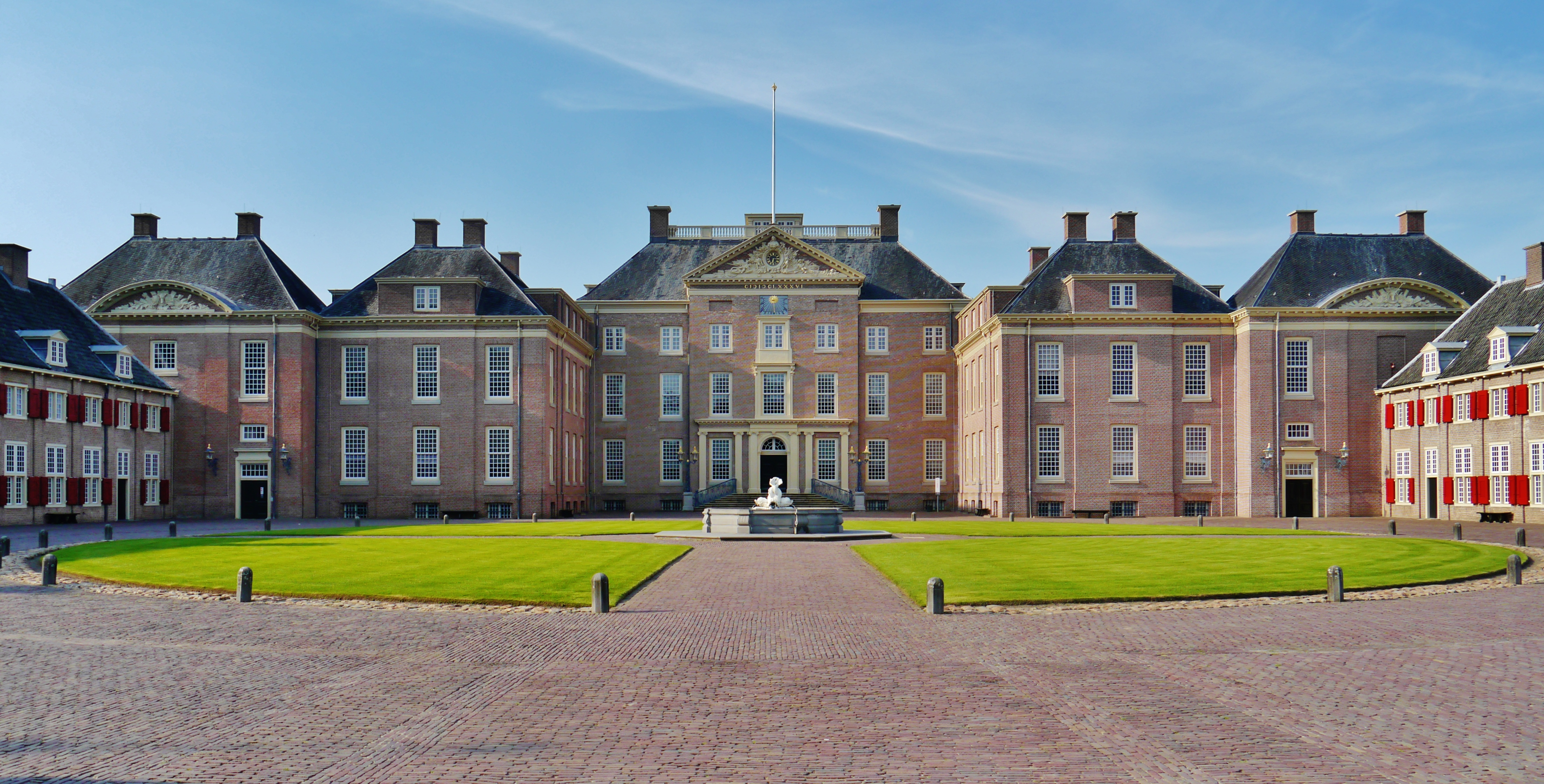
Schloss Het Loo (Ehrenhof)

Das Schloss Het Loo (niederländisch Paleis Het Loo) ist ein ehemaliges königliches Schloss nordwestlich von Apeldoorn in den Niederlanden. Es gehört zu den bekanntesten Barockschlössern Europas und hatte architektonische Vorbildwirkung. Berühmt ist es auch für seinen Schlosspark.

## Geschichte und Architektur

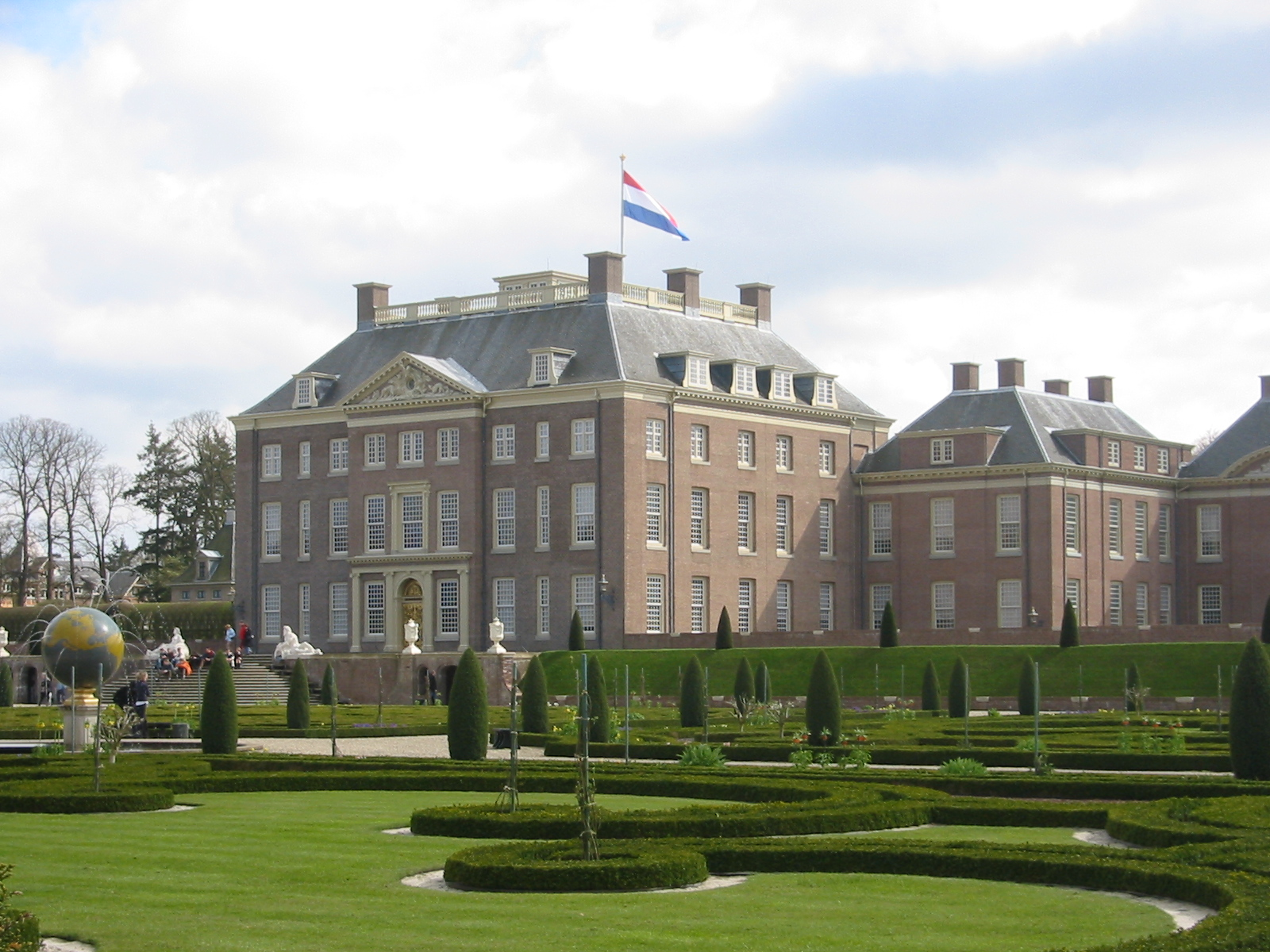
Ansicht von den Parterres der Gartenseite

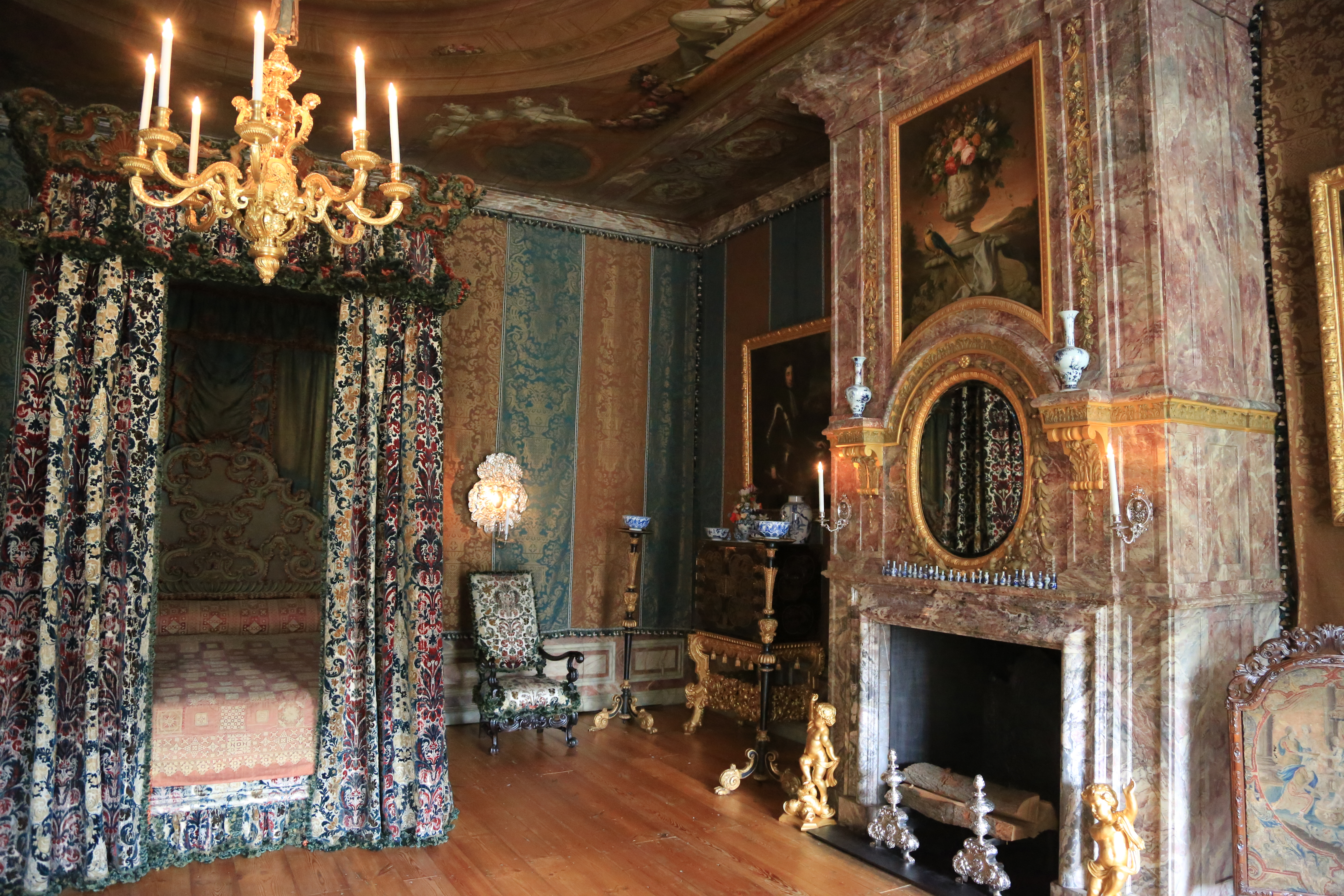
Schlafzimmer der Königin Maria

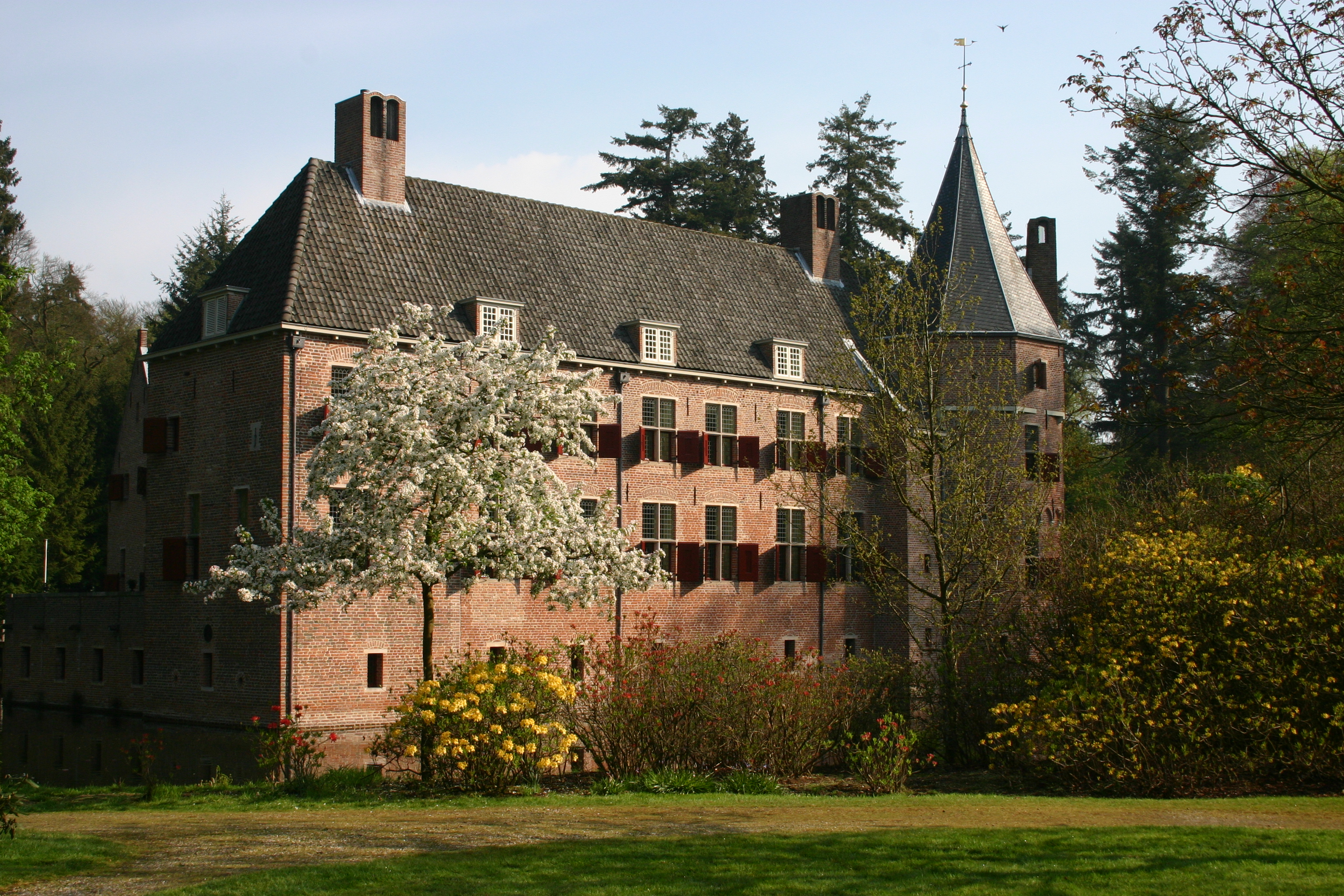
Schloss Het Oude Loo

Das mehrflügelige, barocke Schloss wurde in der Zeit von 1685 bis 1692 durch die Architekten Jacob Roman und Daniel Marot in der Nähe einer Wasserburg aus dem 15. Jahrhundert, des Kasteel Het Oude Loo, erbaut. Es diente dem niederländischen Statthalter Wilhelm III., der unter dem Namen William III. 1688 bis 1701 auch König von England war, und seiner Frau Maria II. von England als Lustschloss. Der Name „Het Loo“ bedeutet übersetzt „Lichtung“.
Das weitläufige Barockschloss mit seinen ziegelsichtigen Backsteinfassaden wurde als protestantisch-nüchterne Interpretation eines Barockpalastes (verglichen etwa mit Schloss Versailles) zum Vorbild für ähnliche Anlagen im nördlichen Europa, zum Beispiel für das Schloss Nordkirchen in Westfalen. Auch ländliche Herrenhäuser wie Althorp in Northamptonshire oder Dalkeith House in Schottland orientierten sich an Het Loo, selbst wenn sie dessen noble Gliederung und Proportionen nicht immer erreichten. Auch die barocke Süderweiterung des englischen Hampton Court Palace, die Wilhelm und Maria zeitgleich ab 1689 errichten ließen, folgte bei aller Pracht einem ähnlichen Stilprogramm. Wilhelm III. sah seine Hauptaufgabe darin, als Anführer der protestantischen Mächte Europas die Hegemonialansprüche seines großen Gegenspielers, des französischen „Sonnenkönigs“ Ludwig XIV., einzudämmen und machtpolitisch mit ihm auf Augenhöhe zu bleiben, was sich in seinen Bauten auch stilistisch niederschlug. Nach dem kinderlosen Tod Wilhelms III. 1702 erbte es, ebenso wie das Huis ten Bosch in Den Haag und die übrigen Privatbesitzungen der Oranier, sein Cousin ersten Grades und nächster Verwandter, König Friedrich I. von Preußen, der sowohl über seine Mutter, Luise Henriette von Oranien, als auch seine Großmutter väterlicherseits, Elisabeth Charlotte von der Pfalz, vom Haus Oranien abstammte. Dessen Sohn Friedrich Wilhelm I., der Soldatenkönig, verkaufte es 1732 an Prinz Wilhelm IV. von Oranien, der einer entfernten Nebenlinie der Oranier, dem Haus Nassau-Diez, entstammte.
Er und seine Nachfahren, das heutige Niederländische Königshaus, nutzten dann das Schloss bis 1975 als Sommerresidenz. Ursprünglich sollte 1939 ein Durchgangslager bei Elspeet errichtet werden, jedoch hielt Königin Wilhelmina den Abstand von zwölf Kilometern zwischen dem Lager und ihrem Sommerpalast „Het Loo“ für zu gering. So wählte man schließlich das Amerveld op der Drentsche Heide bei Hooghalen, hier wurde das Durchgangslager Westerbork errichtet. Später trat es Königin Wilhelmina aber samt der Krondomäne von über 10.000 Hektar Land an den Staat ab, allerdings unter der Bedingung, den Besitz im Falle einer Abschaffung der Monarchie zurückzuerhalten. Am Kasteel Het Oude Loo und einer Teilfläche von 6750 Hektar behielt sie ein Nutzungsrecht und das Alte Schloss wird bis heute von der Königsfamilie als Familientreffpunkt genutzt, während Prinzessin Margriet sich 1970 ein Haus am Rand des Parks erbauen ließ. Das Schloss Het Loo ist heute Museum der Geschichte des niederländischen Königshauses und bietet zudem einen Blick auf 300 Jahre fürstlicher Wohnkultur.
2018 übernahm das Stichting Restauratie Atelier Limburg (SRAL) die Restaurierung der Bilder aus dem Empfangsraum und der Privatsammlung von Prinz Bernhard. Am 22. April 2023 wurde das Schloss nach fünfjähriger Erweiterung und Renovierung wiedereröffnet. Dabei wurde unter dem Ehrenhof ein mehr als 5.000 Quadratmeter großes Besucher- und Ausstellungszentrum eingerichtet.

## Garten

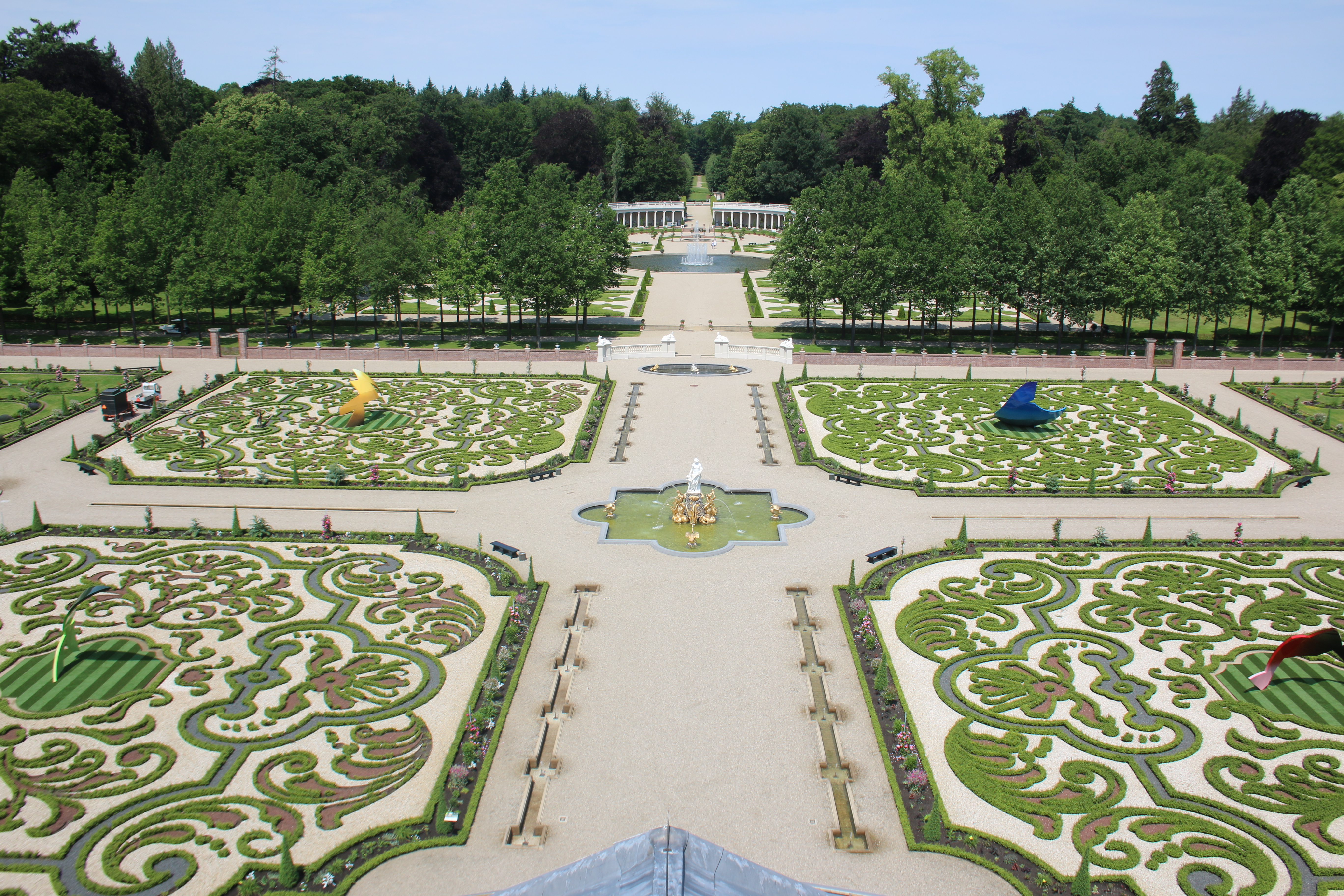
Neuschöpfung des Gartens

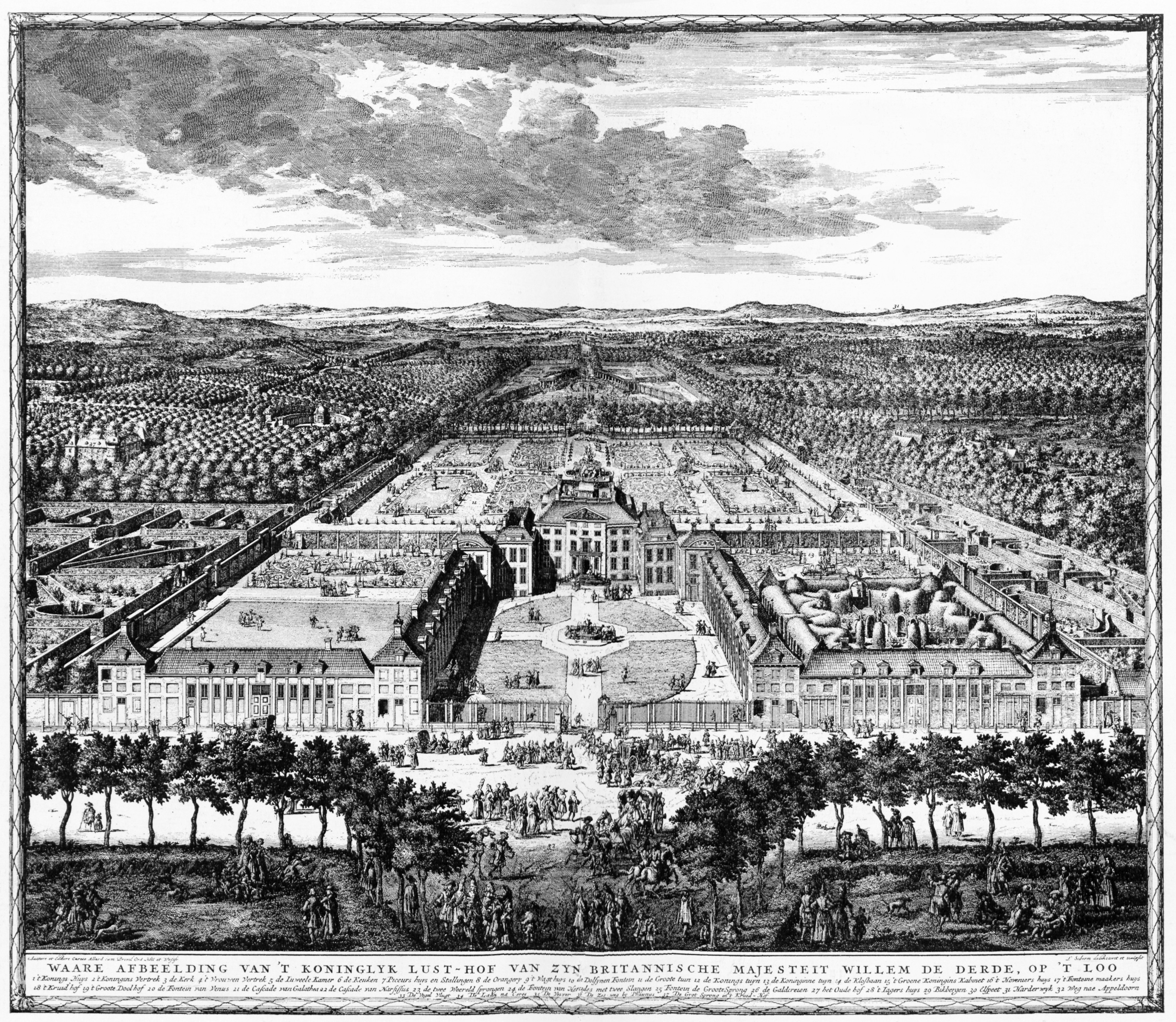
Historische Ansicht

Vom Schloss gelangt man über hochgelegene u-förmige Wandelterrassen in den Garten. Um das Schloss befindet sich ein Barockgarten, der sich aus zwei Haupt- und zwei Seitengärten zusammensetzt und mit großen Broderiebeeten, Springbrunnen, Prunkvasen, Statuen und einer Kolonnade geschmückt ist. Er unterliegt einem strengen geometrischen Aufbau, die Symmetrie wurde konsequent angewandt.
Im 18. Jahrhundert wurde die Anlage bestmöglich instand gehalten. Lediglich der obere Garten wurde immer wieder zeitgenössisch verändert. Im 19. Jahrhundert wurde der Garten durch Aufschüttungen in einen Landschaftsgarten verwandelt. Seit 1980 werden Ausgrabungen durchgeführt, um den Garten in seiner ursprünglichen Form zu rekonstruieren. Es entstand eine sehr detailgetreue, an vorhandenen Quellen orientierte Neuschöpfung der zerstörten Anlage, jedoch unter Zerstörung späterer Zustände (Landschaftsgarten). Das Schloss wurde zum Rijksmonument erklärt.

## Sonstiges
Ein Modell von Schloss Het Loo ist im Miniaturpark Madurodam zu besichtigen.